# Sean Anders
Sean Anders é um diretor, ator, roteirista e produtor americano. Seus trabalhos mais notáveis foram em Sex Drive - Rumo ao Sexo que participou como diretor e escrito, o filme é estrelado por Clark Duke e Josh Zuckerman, e outro filme notável de Anders foi como escritor em A Ressaca, filme lançado em 2010.

## Filmografia
| Ano  | Filme                | Personagem     | Nota(s)                                | Ref   |
| ---- | -------------------- | -------------- | -------------------------------------- | ----- |
| 2005 | Never Been Thawed    | Shawn Anderson | Escreveu, dirigiu, e estrelou o filme. | [ 3 ] |
| 2007 | Playing Chicken      | -              | Produtor e escritor                    | [ 4 ] |
| 2008 | Sex Drive            | -              | Diretor e co-escritor                  | [ 5 ] |
| 2010 | Hot Tub Time Machine | -              | Escritor                               | [ 2 ] |
| 2010 | Ela é Demais Pra Mim | -              | Escritor                               | [ 6 ] |
| 2011 | Os Pinguins do Papai | -              | Escritor                               | [ 7 ] |
| 2012 | That's My Boy        | -              | Diretor                                | [ 8 ] |